# George Stuart Robertson
George Stuart Robertson (ur. 25 maja 1872 w Londynie, zm. 29 stycznia 1967 tamże) – brytyjski lekkoatleta i tenisista, uczestnik letnich igrzysk olimpijskich w 1896 w Atenach.
Robertson specjalizował się w rzucie młotem, jednak ta konkurencja nie znalazła się w programie pierwszych nowożytnych igrzysk olimpijskich. W rzucie dyskiem zajął czwarte miejsce z wynikiem 25,20 m. Jest to najgorszy rezultat w historii zanotowany na igrzyskach olimpijskich.
W tenisowym turnieju singlowym przegrał w pierwszej rundzie z Konstandinosem Paspatisem z Grecji. Zajął ósme (ostatnie) miejsce wśród trzynastu zawodników wraz z pięcioma innymi graczami.
W turnieju deblowym występował w parze z Australijczykiem Teddym Flackiem. Otrzymali wolny los, który dał im awans do półfinałów i miejsce medalowe, zanim rozegrali swój pierwszy mecz. Ostatecznie zajęli miejsce trzecie, zdobywając brązowy medal po porażce z parą Dimitrios Kasdaglis i Dimitrios Petrokokinos.